# Paolo Ruberti
Paolo Ruberti, né le 22 avril 1975 à Legnago est un pilote automobile italien. Il compte notamment six participations aux 24 Heures du Mans entre 2008 et 2015. Avec BMS Scuderia Italia, il se classe deuxième de la catégorie GT2 en 2008 et 2009.

## Carrière
En 2004, il pilote la Saleen S7-R de Graham Nash Motorsport en championnat FIA GT.
En 2008, il participe pour la première fois aux 24 Heures du Mans ; au volant de la Ferrari F430 GTC de BMS Scuderia Italia, il termine au deuxième rang de la catégorie GT2,. La même année, avec la même équipe et avec son compatriote Matteo Malucelli, il remporte les 24 Heures de Spa en catégorie GT2 et termine deuxième du classement pilote GT2 en championnat FIA GT. Les deux hommes sont de nouveau titulaires dans le baquet de la Ferrari la saison suivante.
En 2012, il dispute la saison inaugurale du championnat du monde d'endurance FIA. Au volant de la Porsche 911 GT3 RSR (997) du Team Felbermayr Proton, il termine deuxième du trophée des pilotes GTE Am.
En octobre 2013, il remporte la première course de la manche de Vallelunga en International GTSprint Series (en),.
Le 3 juin 2016, peu avant les 24 Heures du Mans, alors qu'il est inscrit au volant de la Chevrolet Corvette C7.R de Larbre Compétition dans la catégorie GTE Am, il doit déclarer forfait à la suite d'un accident survenu sur le circuit d'Hockenheim alors qu'il participait à une séance d'entraînement avec un pilote. Il s'explique sur cet incident : « Je suis parti tout droit dans le mur à environ 200 km/h. Le pilote que j’entraînais est également à mes côtés [à l’hôpital] mais il ne souffre heureusement d’aucune fracture. J’ai été opéré, mais mon état général est bon. Malheureusement, cela implique que je ne pourrai pas participer aux 24 Heures du Mans. Je suis tout de même soulagé que mes blessures ne soient pas plus sérieuses et j’espère me rétablir rapidement »,,. Pour la manche suivante, à savoir les 6 Heures du Nürburgring, Paolo Ruberti est annoncé pour piloter la Corvette.
Fin février 2018, il réalise des essais pour le compte TF Sport au volant d'une Ligier JS P3 sur l'aérodrome de Turweston. En septembre, il est annoncé pour piloter la Lamborghini Huracán GT3 de l'équipe GT3 Poland en Italian GT (en).